# 頭文字D パーフェクトシフト ONLINE
『頭文字D パーフェクトシフト ONLINE』(イニシャルディーパーフェクトシフトオンライン / 英語表記: InitialD Perfect Shift ONLINE)は、セガ（2015年4月1日よりセガゲームス）から2014年4月2日に配信開始、2015年6月30日にオンラインサービスが終了したニンテンドー3DS用ゲームソフト。ここではアップデート版の「2nd STAGE」についても記載する。

## 概要
「この峠には100万人の走り屋が待っている！」
頭文字Dの世界観で繰り広げられるレーシングゲーム＋収集型カードゲームである。基本無料プレイのF2Pゲームだが、Dコインと呼ばれる課金アイテムを購入することでゲームを有利に進めることもできる（3DSでは初のアイテム課金制ゲーム）。
オフラインモードも存在するが、ゲームの進行は完全オンラインのため、Wi-Fiや無線LANの接続環境が必須となる。ソフトのダウンロードとDコイン購入のためにニンテンドーネットワークIDの登録が必要となる。
毎週水曜日の11:00 - 15:00までは定期メンテナンスが予定されておりその間はプレイできない。緊急メンテナンスや臨時メンテナンスが行われることもあり、その間もプレイできない。2014年12月3日の定期メンテナンスから1時間前倒しの10:00 - 15:00に時間変更、2015年5月20日より14:00 - 15:00に時間変更された。
開発はベータ時代からVer1.03まではイニス・モノビット、2014年12月24日以降のVer1.04からはアスペクト。
2015年6月30日 20:00にオンラインサービスが終了。サービス終了後も条件はあるがオフラインプレイは可能。しかしオフラインをプレイするためには更新データのダウンロードやチュートリアルのプレイが必要であり、更新データの配信は終了していることやオンラインに繋がなければチュートリアルをプレイできないといった点から新規および一度消したあと再ダウンロードしてプレイするということはできない。もし3DSに最終バージョンの更新データとプレイデータをバックアップしておけば消したあとも再ダウンロードしてプレイすることは可能である。

## あらすじ
拓海達の活躍が噂となり広まりだした頃、プレイヤーは峠の走り屋の頂点を憧れる一人として秋名へと訪れる。このためゲームでは登場するメインキャラはライバルとして登場する。
第1章
秋名へ訪れたプレイヤーはチュートリアルで樹を撃破、晴れて峠の走り屋としてデビューを果たす。その後、次々とライバルを撃破しレッドサンズの涼介を倒すとオリジナルストーリーが展開される。かつて撃破したライバルがいろは坂と秋名で新たにプレイヤーの前に立ちはだかり、最後に悪夢のインプことインプレッサ WRX STi Version V（GC8）を駆る文太が立ちはだかる。
第2章（Ver1.02追加）
文太を撃破して終了したストーリークエストだったが、原作と同じくPROJECT D編へと突入していく。北関東の峠を舞台に次々とライバルを撃破、終着地であるフルーツラインに辿り着いたプレイヤーの前にパープルシャドウの2人の神と呼ばれるスカイラインGT-R V-specII Nür（BNR34）を駆る星野とS2000（AP1）を駆る城島が立ちはだかる。
第3章（Ver1.04追加）
パープルシャドウの神と呼ばれた2人を撃破して終了したストーリークエストだったが、PROJECT D編の佳境、神奈川編を前にオリジナルストーリーとして妙義に突如姿を現した謎のGT-Rを追って、特訓としてライバル達を撃破して進む事となる。終着地、死神が待つ峠に辿り着いたプレイヤーの前にスカイラインGT-R（BNR32）を駆る死神・北条凛とNSX（NA1）を駆る謎の男が立ちはだかる。
第4章（Ver1.05追加）
謎の男を撃破して終了したストーリークエストだったが、ついに最終章を迎える。峠の聖地神奈川で立ちはだかるライバルを撃破し、椿ラインにてスプリンタートレノ GT-APEX 2door（AE86）を駆る乾信司を撃破したプレイヤーの前に秋名山で覚醒したプロジェクトDのメンバーと生きる伝説・文太との対決を経て、最後に愛車の86を失い、文太のインプを乗り継いだ頭文字D・拓海が立ちはだかる。

## 略歴
正式サービス以降の最初の日付はメンテナンス以降、最後の日付はメンテナンス前となる。

### 1st STAGE[2]
- 2013年12月12日 公式サイトがオープン。同時にクローズドβテストのテスターの募集を開始。募集は翌年1月14日まで行われた。
- 2014年1月16日 - 1月22日 クローズドβテストを実施。参加者には特典として「トレノ AE86」とドレスアップ用ステッカー3種（現在は各10Dコインで購入可能）が正式サービス開始時にプレゼントされた。トレノの性能はゲーム中に購入可能な「レビン AE86」と同等であり、2014年9月17日以降購入可能となっている。
- 2014年3月26日 公式ツイッターで4月2日の正式サービス開始を発表。
- 2014年4月2日 11:00に正式サービス開始。同時にサービス開始記念イベントも実施。13:00より緊急メンテナンスを実施。翌日も緊急メンテナンスを実施。
- 2014年4月9日 - 4月16日 ミッション達成イベント「高橋涼介からの課題」を実施。以降定期的に実施されるイベントとなっている。
- 2014年4月16日 - 4月23日 10万ダウンロード突破[3]記念として、イベントレイドボスが登場するイベントなどを実施。
- 2014年4月23日 Ver1.01を配信。実在メーカーモデルのエアロパーツが実装。この日の定期メンテナンスは10:00 - 17:00までと事前告知されていたが21:00まで延期され、25日にも緊急メンテナンスを実施。30日まで「バトルロイヤル」を実施。以降定期的に実施されるイベントとなっている。
- 2014年4月26日 - 5月14日 GW記念イベントを開催。期間限定でプロジェクトDチームとのクエスト、ログインボーナスが豪華になる特別シート（-5月11日）、特別アイテム「とうふ」、「あつあげ」を持ったレイドボスが登場、一定数獲得でアイテムを取得できるイベントなどを実施。
- 2014年5月21日 - 5月28日 20万ダウンロード突破[4]記念として、全プレイヤーのパーフェクトシフトを行った回数をカウントし、その回数によって報酬が増えるイベント「ドリフト強化合宿」などを実施。クエストのカード出現率増加によるカード強化の経験値調整などを実施。この日の定期メンテナンスは11:00 - 18:00と事前告知されていたが16:45に終了。
- 2014年6月4日 Ver1.02への大型アップデートにより、チーム検索などの機能追加や原作の第二部（北関東編など）のエピソード、登場キャラカード、新車などが追加、イベントを実施。この日の定期メンテナンスは10:00 - 19:00と事前告知されていたが18:40に終了。その後。不具合発生により19:20に緊急メンテナンスを実施。6月9日にも不具合対応の臨時メンテナンスを実施。6月4日のアップデート以降、一部コースでのゲームが止まる不具合が発生。該当コースに出現していたレアレイドボス『峠のサラブレッド カイ』が出現停止、さらにレイドボス『いろはの皇帝 須藤』は塩那峠に登場する。公式では車のステッカーを外すことで回避が可能とアナウンスしていたがVer1.03で対応。[5]。
- 2014年6月18日 この日のメンテナンス以降、曜日限定クエスト報酬の配置が変更され、水曜日のみだった進化カードが火曜日と土曜日に変更。
- 2014年6月25日 - 7月2日 30万ダウンロード突破[6]記念としてレイドボスのプレミアムチケットドロップ率上昇やプレミアムチケットレースのSR、R出現率が2倍になるイベントを実施。この日のメンテナンス以降、ストーリーエピソードで取得できるカードが一部変更。
- 2014年7月16日 この日のメンテナンス以降、施設のレベル上限が60に変更。[7]。
- 2014年7月23日 - 8月31日 夏休み特別イベントを実施。ログインボーナスが豪華になる特別シートでは限定カード2種を配布。
- 2014年8月6日 - 9月3日 期間限定で夏休み限定10Dコインプレミアムレースを実施。
- 2014年8月20日 Ver1.03へアップデート。この日の定期メンテナンスは10:00 - 16:00と事前告知されていたが17:00まで延期。
- 2014年8月27日 この日のメンテナンス以降、以前から問題となっていたメンテナンス前のレイド、バトルの各ポイントをメンテナンス後に持ち越す不正行為に対策が施された。
- 2014年9月3日 この日の定期メンテナンスは11:00 - 18:00と事前告知されていたが16:40に終了。9日の0:00 - 8:00に臨時メンテナンスを実施。
- 2014年9月17日 この日の定期メンテナンスは11:00 - 17:00と事前告知されていたが15:30に終了。40万ダウンロード突破記念第1弾[8]として新車種5台追加と18日より10日間ログインボーナスが豪華になる特別シートに変わるキャンペーンを実施。
- 2014年9月24日 - 10月1日 40万ダウンロード突破記念第2弾[9]としてプレミアムレースのパックレースに必要なDコインとプレミアムチケットの枚数が割引になるキャンペーンを実施。
- 2014年10月15日 - 10月22日 50万ダウンロード突破記念第1弾[10]としてDコインプレミアムレースのUR、SR出現率が2倍になるキャンペーンを実施。
- 2014年10月22日 - 10月29日 50万ダウンロード突破記念第2弾[11]としてプレミアムレース5枚パック、10枚パックが割引になるキャンペーンを実施。23日22：45 - 24日13:20に緊急メンテ、24日20：00 - 21：00に臨時メンテを実施。この影響で後述のイベント『東堂塾交流戦』のノルマを修正と全プレイヤーに大規模補填を実施。
- 2014年10月29日 - 11月5日 50万ダウンロード突破記念第3弾[12]として10Dコインプレミアムレース、10日間ログインボーナスが豪華になるキャンペーンを実施。
- 2014年11月12日 - 11月19日 60万ダウンロード突破記念第1弾[13]としてカード強化時入手経験値増量キャンペーンを実施。
- 2014年11月19日 - 11月26日 60万ダウンロード突破記念第2弾[14]としてDコインプレミアムレース10枚パック購入時にSR確定プレミアムレースチケットプレゼントキャンペーンを実施。
- 2014年11月26日 - 12月3日 60万ダウンロード突破記念第3弾[15]としてクルマのDコイン、RPでの支払い割引キャンペーンを実施。11月30日18:30 -　12月1日 21:15に緊急メンテを実施。 その後22:50 - 翌00:15まで臨時メンテを実施したため、全プレイヤーに2日分のログインボーナスの補填を実施。
- 2014年12月12日 大型アップデートを発表[16]。これに伴いタイトルに「2nd STAGE」が追記された。
- 2014年12月17日 大型アップデート実施前の定期メンテナンスを実施。18日に緊急、22日に臨時メンテを実施。26日までクリスマスイベントを実施。ランキング集計を26日に変更。各ランキングの集計日数が9日となった。

### 2nd STAGE
- 2014年12月24日 Ver1.04配信開始。10:00から定期メンテナンスと同時に大型アップデートを実施するも延長により翌25日の15：15よりプレイ可能。この延長とこの週に行われた複数回のメンテにより後述のクリスマスイベントのノルマが2回下方修正された。また、1月7日まで大型アップデート記念Twitter連動キャンペーンを実施。
- 2014年12月26日 - 2015年1月7日 12月31日のメンテナンスを5日前倒しで26日に実施。各ランキングの集計日数が12日となった。年末年始限定福袋と10Dコインプレミアムレースを実施。29日に通常のDコイン10枚パックプレミアムレースでも福袋のアイテムが配布される不具合発生のため臨時メンテを実施。 正月限定イベントレースを実施。
- 2015年2月4日 - 2月10日 11日の定期メンテナンスを1日前倒しで実施したため、各ランキングの集計日数が6日となった。定期メンテナンスが16:00に延期。開始直後に緊急メンテを実施。17:50より稼働。
- 2015年2月10日 - 2月18日 11日の定期メンテナンスを1日前倒しで実施したため、各ランキングの集計日数が8日となった。13日13:30よりサーバトラブルによる緊急メンテを実施。14:30終了予定をアナウンスしていたが15:15に延期。
- 2015年2月17日 この日の定期メンテナンスは10:00 - 17:00に変更。メンテ後、新車種7台追加。[17]。
- 2015年3月25日 この日の定期メンテナンスは事前アナウンスでは終了時間未定とされていたが20:25に終了。Ver1.05配信開始。新車種、ストーリーエピソードを大幅に追加。同時にプレイヤーに満足のいくサービスの提供が困難な状況となったため、2015年6月30日にサービスを終了を発表[18]。毎回ログイン時に終了の警告画面が表示。
- 2015年4月1日 一周年記念イベントを実施。一周年記念特別ログインシートと4種類のコンプリートカー引換券が配布されるプレミアムレースを実施。
- 2015年4月22日 定期メンテナンスの開始をもって全てのレイドボス出現終了。メンテナンス終了後、GWイベントレースを実施。
- 2015年5月13日 定期メンテナンスの開始をもってDコインの販売を終了。プレミアムチケットレースが終了し、チーム別プレミアムレースに変更。翌14日からサービス終了まで毎日プレミアムチケット25枚の特別ログインシートに変更。オフラインモードの拡張を実施。
- 2015年5月27日 ニンテンドーeショップでの配信を終了。
- 2015年6月27日 - 30日 運営チームより感謝の気持ちとしてSURキャラカードを毎日1枚プレゼント。
- 2015年6月30日 20:00 オンラインの全サービスを終了。以降はオンラインプレイは出来ない（オフラインモードのみプレイ可能）。

## システム
車をチューンアップや買い替え、クエストやプレミアムレースを行うことでカードを集めて強化、デッキを構築することでFPと呼ばれる数値が上がり、レースを有利に進めることができる。
レースの途中で不具合発生などで中断した場合、後述のプレミアムレースを除いてすべての結果は破棄される。

### アップデート
過去に5度、アップデートが行われた。最終Verは1.05 1708。
Ver.1.01
- 2014年4月23日配信開始。。
- 実在メーカーモデルのエアロパーツを実装。
- Verは変わっていないが5月21日にもカード出現率や難易度変更などの修正が行われている。。

Ver.1.02
- 2014年6月4日配信開始。。
- 3つのストーリーエピソードの追加に伴い、新キャラカード、新峠、車の追加。
- 新規BGM追加。
- チーム機能の更新。
- Verは変わっていないが6月25日にもクエストの出現カード変更などの修正が行われている。。

Ver.1.03
- 2014年8月20日配信開始。。
- チュートリアルの更新。新規開始時のチュートリアルに新規内容追加と一部内容の更新。既にチュートリアルをクリアしているプレイヤーはプレイ不可。
- ガソリンとプライドの次に回復するまでの残り時間の表示。
- オプション内のプレイヤー情報で有効期限に近いDコインの枚数の表示。
- 一部の車種のエアロパーツの追加。
- 一部の不具合対応。

Ver.1.04
- 2014年11月10日、Miiverse、Twitterで新Verを12月配信予定を発表、12月24日大型アップデートを実施。
- 2014年12月24日配信開始。Ver1.04より、より詳細なデータVerも表示。
- 「死神GT-R編 序章」として5つのストーリーエピソード、新峠、新キャラカード、作中に登場するキャラクターの専用車「キャラクターカー」、ステッカーの追加。
- パーフェクト・ウィン、リタイアの導入。これによりプレイヤー、対戦相手いずれかの精神力がなくなった時点でレースが終了。以前よりスピーディーにゲーム進行が可能となった。
- 新最高位レアリティ「SUR」と新アイテムカード「オーラ」の追加。
- カードスキルのレベルアップ追加、バランス調整。
- クルマ特性のバランス調整。
- レイドボス戦時に通常、本気の選択が可能。本気を選択した場合プライドを3消費し与ダメージが5倍になる。救援要請も通常レースのみ0で本気は3となっている。
  - 上記に変更によりプライドの上限が5から6に引き上げ。

- ストーリーエピソードの通常レース、曜日限定クエストを5コースから3コースへと変更。
  - 各エピソードのボスやレイドボスとバトルは5コース固定。

- 各種表示方法の変更
  - ガレージ:購入したクルマの表示を変更しリストの上部に表示。
  - プレゼントBOX：新たに入手したアイテムをリストの上部に表示
  - ニュース：画面上部のバナーを削除、ニュース文面の表示領域を拡張。
  - チーム：メニューの並びを利用頻度の高い項目順に変更。
  - カード：進化、強化、売却の各種アイテムカードの名称変更とオーラカードの表記を追加。詳細は後述のカードを参照。この変更でアイテムBOX内の進化カード一式とオーラカードのレアリティがBOXから取り出さないと判別不可能という不具合が生じている。

Ver.1.05
- 2015年3月25日配信開始。。電子説明書に終了日時が記載されていたため、運営の発表より早くサービス終了を知ることが可能だった。
- ストーリーエピソード、新峠、新キャラカード、作中に登場するキャラクターの専用車「キャラクターカー」、エアロパーツ、ステッカーを大量追加。
- ガソリン、プライド回復時間の大幅短縮。
- カードボックス拡張、チューンアップ時間短縮のDコイン必要枚数の引き下げ。
- チーム画面にて記念写真モードの追加。
- ステッカーのカテゴリ別分類、ビューモードの強化。
- オフラインモードの充実
  - クルマ乗り換え、エアロパーツ変更、カードデッキ編集、サウンド設定の変更可能。2015年5月13日のメンテでシナリオ全開放、オフライン専用車が登場。

### レース
レース画面ではカウントダウンやタコメーターの回転数、またはガイドランプに合わせてタイミング良くボタンを押すだけでゲームは進み、Aボタンでスタート、Lボタンでシフトダウン、Rボタンでシフトアップ、もしくは下画面タッチを行い車を操作していく。
レースゲームとしているが、ハンドリングとペダルは全自動で操作されるため、事故なども発生しない。どちらかといえばリズムアクションに近い。
レースはスタート操作やマニュアル（MT）のシフト操作をタイミングよく行い「PERFECT」や「GOOD」と表示させることで相手の精神力を減らすことができるが、逆にタイミングが早いと「EARLY」、遅いと「LATE」、全く違うと「BAD」と表示され、精神力を減らされる。
シフト操作を行わずにレースを進めると相手がどんなに弱くてもかなりの精神力を奪われてしまう。5ステージ間（Ver1.04からは3ステージ間も追加）で競い合い、最終的に相手より精神力を多く残し先にゴールするか、Ver1.04以降は途中で対戦相手、プレイヤーいずれかの精神力を0になると「パーフェクト・ウィン」もしくは「リタイア」として勝負が決まる。
各ステージ走行前にインターバル画面がありアタックスキルの選択が可能。これは、メインデッキにセットされたカードの中でアタックスキル(メインスキル)を所持しているカードのみ選択で、十字キーの上下左右もしくは下画面のカードを直接タッチして指定する。ステージ走行中に300km/hを突破すると「OVERSPEED!」と表示されFPが110%に増加する。（300㎞/h以降は20km/h超過するたびに10%ずつ増加）。ステージ走行後は途中リザルト画面となる。このとき、相手より精神力が多く残っている側が先行する。プレイヤーが優勢時にはフロントが映し出され「FORWARD!」と表示され、劣勢時にはリアが映し出され「BEHIND!」と表示される互いの精神力が削られる。この際の車間距離でも優劣が判断可能（車間距離が離れているほど優劣がついている）。各インターバル画面ではリタイアも可能。
オンラインモードのクエストモードのみ走行中、相手の精神力を減らすとボーナスアイテムが取得することがあり、勝敗関係なくゴール後のリザルトで取得したアイテム判明と評価が行われ、SS、S、A、B、C、Dの6段階評価をされる。勝利時はアイテム全てと評価によって補正された経験値が貰え、敗北時は必ずD（Failed）となり、入手したアイテム半分（奇数時は切り上げ）が没収、経験値は貰えない。
峠ごとにコースのステージは固定され、デッキのアタックスキルの使用するタイミングも勝負の決め手となることもある。

#### ランキングバトル
ゲーム中は定期メンテナンス終了後から翌週の定期メンテナンス開始までの一週間でプレイヤー同士のポイントを競い合うランキングバトルが行われている。レイドとバトルは1000位以内、チームは100位以内に入賞すると報酬がメンテナンス終了時にプレゼントBOXに贈られる。2015年集計からはレイド、バトルランキング各1位とチームランキング1位メンバー全員にNo1ステッカーが進呈される。また、2014年8月13日からはキリ番報酬として入賞圏外でもキリ番順位の場合は報酬が贈られる。8月13日 - 8月20日実施ランキングのキリ番報酬は集計ミスにより全員にお詫びの品が贈られた。2015年4月22日のメンテをもって全ランキング集計終了。
レイドランキング
期間内に獲得したレイドポイントでランキングを行う。後述のFPが直接レースに関わってくるため上級者向け。Ver1.04から追加された本気モードによりポイント加算が劇的に上昇したため、気を抜くと数分で逆転されることもあった。Ver1.04以降の獲得ポイントの上限は9億9999万9999。到達者が複数の場合、最速到達者が1位となる。
バトルランキング
期間内に獲得したバトルポイントでランキングを行う。レイドランキングに比べFPを見て相手を選ぶことが出来るため中級者向け。長時間プレイしてコンボカウントを稼ぎ地道にポイントを積み重ねていく仕様のためかレイドに比べて人気が無く、イベントの無い時は初心者でも比較的上位入賞しやすかった。
チームランキング
期間内にチームの全メンバーが獲得した総合レイドポイントでランキングを行う。チームに所属していることが参加条件だが、プレイヤーはレベル3になるといずれかのチームに強制参加させられるのでほぼすべてのプレイヤーが参加となる。チーム内のプレイヤーがレイドボスを倒すとポイントが加算されるため初心者向け。所属しながらチームに貢献しないプレイヤーは寄生とよばれ除籍されることもある。入賞圏内に入るにはチーム全員の協力が必要となる。Ver1.04以降のチーム獲得ポイントの上限は20億。20億に達したチームが複数の場合、最速到達チームが1位となる。
いずれのランキングバトルも参加しなくてもペナルティは無い。どのランキングにおいても、入賞するためには多量のプライドと時間が必要となる。レイドランキングでは発見にはクエストが必須のためガソリン（救援要請もあるが確実にポイントを稼ぐためには自分のレイド発見が必要）、チームランキングではチームメンバーの協力が必要。そのためDコイン消費やレイドレースの救援要請を受けて撃破報酬や通常クエストでドロップするプライド回復チケット、ガソリン回復チケットを獲得することが必要となる。
不正行為
ランキング戦では不具合を利用した不正が行われていたが現在は対策されている。
カード複製によるランキング除外
所定の操作を行った際にカードが複製される不具合を利用してカード複製し、ランキング上位になった複数のプレイヤーがランキングから除外されたことがある（複製の不具合は対策済）。
メンテナンス前のポイントの持ち越し
メンテナンス前に獲得したレイド、バトル各ポイントを不具合を利用してメンテナンス後に持ち越す行為がランキング開始当初から問題となっていたが2014年8月27日のメンテ以降、メンテナンス前に撃破してメンテナンス後にゲームを続けるとアイテムは入手可能だがポイントは獲得できない仕様へ変更された。

#### イベント
サービス実施中は不定期でいくつかのイベントが開催されていたが2015年5月27日の峠最速決定戦、最高速決定戦でレースイベントは終了。
- 全体イベント

高橋涼介からの課題
ほぼ月に一度のペースで行われ、過去12回実施。各回ごとに5～7つの課題をクリアすると、翌日の正午前後で報酬が受け取れる（一部のアイテムはメンテ終了後に受け取れる）。初心者から中級者向けのイベントだが回を重ねるごとに難易度が増している。Ver1.04以降はオーラスキルのレベル条件の課題なども追加されている。
ドリフト強化合宿
全プレイヤーがパーフェクトシフトを決めた回数によって報酬が増えていくイベント。
新規登録キャンペーン
キャンペーン期間中に新規登録したプレイヤーとプレイ条件を満たしたプレイヤーに豪華アイテムがプレゼントされる。
- ログインシート関連

特別ログインシート
GW、夏休み、30万、50万、60万DL突破、「2nd STAGE」大型アップデート記念、一周年記念、2015年5月14日からサービス終了日までの際に実施。通常のログインシートが特別仕様に変更。通常より豪華なアイテムが受け取れる。
開発、運営がアスペクトに移行して初めての特別ログインシートイベントだった「2nd STAGE」大型アップデートイベントではいくつかの不具合が発生（Dコイン10枚と表記されたアイテムを使用するとDコイン1枚しか補給されない等）。後に補填。
- クルマ関連

割引キャンペーン
キャンペーン期間中、特定の車種の販売価格をDコインで最大20%、RPで最大10%の割引を実施。
- カード関連

強化経験値倍増キャンペーン
カード強化を実施した際に追加される経験値が通常の2倍になるキャンペーン。2015年4月22日のメンテナンス以降はサービス終了まで実施された。
Dコインプレミアムレースカード先行配布ランキング。
翌月のDコインプレミアムレースで配信されるキャラカードをレイド、バトル両レースの上位入賞者に先行配布するイベント。2014年10月に行われた1回目は上位10位入賞者に進化しないSRキャラカードが配布されたが、廃人プレイを行う上位プレイヤー以外のほとんどのプレイヤーにとってはほぼ無関係なイベントとなったため、2014年11月に行われた2回目以降は上位10位までSRキャラカード、11位 - 100位までRキャラカードが配布された。いずれのカードも進化しないカードのため、上位プレイヤーにとってはカード図鑑の穴埋め程度にしかならなかったが、1 ― 10位入賞者は11 - 100位のカードと合わせて2枚入手できた。2015年2月に行われた5回目以降は上位10位までにURキャラカード、11位 - 100位までSRキャラカード、101位 - 300位までRキャラカードが配布された。ちなみにRキャラカードはクエストで入手可能なHNキャラカードの進化後である。2015年4月に行われた7回目の最終回では上位10位までにSURキャラカード、11位 - 100位までURキャラカード、101位 - 300位までSRキャラカードが配布された。SRはURまで、URはSURまで進化可能。5回目以降は上位入賞しても複数枚入手できず、該当順位のカードのみの入手となった。
- チーム関連

チームミーティングキャンペーン
所属しているチームの掲示板に書き込みをすることでアイテムが受け取れるキャンペーン。
チーム勧誘キャンペーン
所属しているチームの人数の多さによって報酬の個数が増えるキャンペーン。
チーム協力ミッション
チームの総合レイドポイントの高さにより報酬の個数が増えるミッション。第1回は緊急メンテナンスの影響により当初の達成ポイントより下方修正されたが、最終目標の2億（修正前は3億）ポイントの報酬は上位10チームしか獲得できなかった。Ver1.04アップデート後に「チーム協力ミッション・冬」として第2回、第3回を2週連続実施。最終目標を本気モード搭載によりポイント獲得しやすくなったため6億、5億としたが報酬は上位15チーム程度しか獲得できなかった。
- プレミアムレース関連

実施されたプレミアムレースは後述のプレミアムレースを参照。
高レアリティ入手確率上昇キャンペーン
Dコインレースの場合はUR、SR、チケットレースの場合はSR、R（URは通常のまま）の入手確率が通常の2倍になるキャンペーン。
プレミアムレース割引キャンペーン
Dコインプレミアムレース 10枚パックとチケットプレミアムレース 5枚パックの使用枚数がそれぞれ280枚と20枚に割引されるキャンペーン。
SR以上確定プレミアムレースチケットキャンペーン
キャンペーン期間中、Dコインプレミアムレース10枚パックをプレイすることでSR以上のカードが必ずもらえるSR以上確定プレミアムレースチケット1枚がプレゼントされた。
大型アップデート記念キャンペーン
キャンペーン期間中、キャンペーン記念プレミアムレースでのSUR、UR、SRの入手確率が通常の2倍になるキャンペーン。SURについてはアップデート前までSUR引換券、アップデート後にSUR「Dのダウンヒラー」になった。
- クエスト関連

GWプロジェクトD対抗戦
2014年4月30日 - 5月14日まで期間限定イベントクエストでチーム「プロジェクトD」のメンバー5人（涼介、啓介、賢太、史浩、シルエットのレッドサンズメンバー）とのレースができ、最難関の涼介を撃破すると初回のみ豪華アイテムを入手できた。
プロジェクト7 第二弾 限定レース
2014年10月2日 - 10月30日まで期間限定イベントクエストでセブンイレブンカラーのトレノを駆る店員姿の拓海とレースができ、撃破することでコラボカー引き換えカードが入手できた。難易度は超級、上級、中級、初級の4つとなっており難易度が高くなるにつれてカード入手率は高くなる。
クリスマスイベントレース
2014年12月17日 - 12月26日まで期間限定イベントクエストでサンタソックスが獲得できるレースができ、獲得した個数によりアイテムが入手できた。全体獲得数によって豪華になる全体イベント報酬もあった。難易度は超級（文太）、上級（拓海）、中級（真子/沙雪）、初級（樹）の4つとなっており難易度が高くなるにつれてソックス入手率は高くなる。期間中の長期メンテで個人、全体共に達成取得数が2度下方修正された。
年末年始イベントレース
2014年12月26日 - 2015年1月7日まで期間限定イベントクエストで実施。難易度は超級（拓海）、上級（須藤）、中級（真子/沙雪）、初級（賢太）の4つとなっており撃破すると次回メンテ後に難易度別にアイテムが入手できた。超級では入手率が低かったがURに進化するキャラカードも入手可能だった。
ホワイトデーイベントレース
2015年3月4日 - 3月18日まで期間限定イベントクエストで実施。難易度は超級（啓介）、上級（舘）、中級（坂本）、初級（拓海）の4つとなっており撃破するとホワイトデーチケットが入手できた。難易度が高くなるにつれてチケット入手率は高くなるがどのランクでも入手率は比較的高かったため好評だった。
DREAM（夢）イベントレース
2015年4月22日 - 5月13日まで期間限定イベントクエストで実施。難易度は超級（覚醒拓海）、上級（涼介）、中級（啓介）、初級（プロD拓海）の4つとなっており撃破するとURまで進化するHNカード6種と強化カード・メンテカーが入手できた。難易度が高くなるにつれてメンテカーの入手率は高くなる。
峠最速決定戦、最高速決定戦レース
2015年4月22日 - 5月27日まで期間限定イベントクエストで実施。難易度は峠最速決定戦は超級（下りの文太シルエット、謎のドライバー）、上級（上りの須藤、下りのプロD拓海）中級、（上りの豪、下りの信司）、初級（上りの池田、下りの真子/沙雪）の7つ、最高速決定戦は超級（星野）、上級（啓介、凛）、中級（皆川）、初級（中里）の5つとなっており撃破すると進化カード（超級:UR、上級:SR、中級:R、初級:HN）、スキルカード（超級:SUR、上級:UR、中級:SR、初級:R）、プレミアムチケットが入手できた。難易度が高くなるにつれてスキルカードの入手率は高くなる。
- バトル関連

バトルロイヤル
ほぼ月に一度のペースで行われていた。バトルランキングの報酬、プレミアムレースチケットが通常よりアップするイベント。2014年12月26日 - 2015年1月7日の実施回は年末年始報酬で通常の倍のアイテムが入手できた。Ver1.04以降、一定ポイント獲得報酬と上位入賞者にオーラカードが入手出来るイベントを追加。
- レイド関連

イベントレイドボス参戦
通常のレイドボスとは別にイベント限定のレイドボスが登場するイベント。Ver1.04以降、発見報酬と上位入賞者にオーラカードが入手出来るイベントを追加。
文太の秘密特訓
2週にわたり展開されたイベント。レイドボスを倒すことでイベントアイテム「とうふ」、「あつあげ」を獲得。一定数を所持することで報酬アイテムが貰える。2014年5月GW中のイベントは個人向けだったが、2014年9月17日 - 10月1日に行われた「文太の秘密特訓・秋」では全体イベントを追加。全体のレイドボス撃破数により報酬アイテムが増えた。
バレンタインイベント
2015年2月4日 - 2月18日の2週にわたり展開されたイベント。レイドボスを倒すことでイベントアイテム「本命チョコ」、「義理チョコ」を獲得。一定数を所持することで報酬アイテムが貰える。本命チョコはレアレイドボスの真子/沙雪（1枚）、2月10日より追加されたイベントレイドボス恭子（3枚）を発見報酬で獲得、救援要請を受けて撃破時に真子/沙雪はランダム、恭子は確定（各1枚）、キリ番LV（10 - 90までの10刻み）のレイドボス撃破で獲得可能。義理チョコは真子/沙雪（3枚）、恭子（5枚）を発見報酬で獲得、真子/沙雪の救援要請撃破のハズレと他のレイドボスから獲得可能（各1枚）。本命チョコ60枚でURに進化するSRキャラカードが入手可能で1日平均5枚獲得すれば入手可能なため、初心者や中級プレイヤーにも好評だった。一方、最難関の400枚獲得でURキャラカード入手は1日平均28枚以上を獲得しなかればならず、前半戦の仕様では過酷だったが後半戦のイベントレイドボス恭子の登場によりかなり緩和された。
レイドラッシュイベント
2015年3月25日 - 4月22日まで実施。サービス終了につき今まで登場したレイドボスとVer1.05から追加されたレアレイドボスがすべて登場するイベント。報酬の変化はない。
キャラカード入手レイドボスイベント
七夕の贈り物
2014年7月2日 - 7月9日にレアレイドボス藤原拓海の発見報酬としてキャラカードが入手できたが、進化しないカード1種類のみだったため不評。
夏の思い出
2014年8月27日 - 9月3日にレアレイドボス武内樹の発見報酬としてキャラカードが入手できた。七夕イベントに比べ進化可能なカードが2種類あったため、事前は好評だったが開始後に進化可能カードの出現率の低さが露呈し問題となった。
東堂塾交流戦
2014年10月22日 - 10月29日にレイドボス二宮 大輝、スマイリー酒井、レアレイドボス舘 智幸の発見報酬としてキャラカードが入手できた。さらに一定レベルのレイドボスを撃破すると無条件で入手できた。進化可能なカードが夏の思い出より増えたため、事前は好評だったがLV50、80といった高レベルレイドボスに行き着くプレイヤーは限られていたことや開始後に発生した長時間の緊急メンテ（これによりLV80からLV70に変更とレイド出現率を1.5倍に修正）と夏の思い出と同様進化可能カードの出現率の低さが問題となった。
いろは坂のレイド狩り
2014年11月19日 - 11月26日にイベントレイドボス須藤京一、レアレイドボス謎のドライバーの発見報酬としてキャラカードが入手できた。さらに一定レベルのイベントレイドボスを撃破すると無条件入手できた。前回の東堂塾交流戦に比べレベル報酬アイテムの増加など、事前は好評だったが実際にプレイを行うと通常のレイドボスとイベントレイドボスのエンカウントが競合するためイベントレイドボスを撃破してレベルをあげるために通常の2倍の時間がかかる、最高報酬のレベル90に到達するためには1日平均12体のイベントレイドボスの撃破が必要、イベントレイドボスの精神力がLV29で100万を突破するためレベルが上がれば上がるほど施設レベルの高いチームメンバーの支援が無いと制限時間内に撃破不可能になるなど、問題点が一気に噴出し到達者が限られてしまった。前2回のイベントと同様進化可能カードの出現率の低さもまた問題となった。

### クルマ
原作に登場した車がデータVer1708時点で82種（うちキャラクターカー37種、イベント限定車7種、オフライン専用車1種）登場する。FPは基本的に購入価格によって決まっている（高額の方が性能が高い）が、チューンとカードデッキの組み合わせで性能が低くてもFPは高い車として性能の高い車と互角にバトルすることも可能。クルマ選択時に左上に表示されるFP値がクルマの性能を示す。
クルマの種類
通常車
初期、もしくはクエストクリアにより追加されるクルマ。
キャラクターカー
Ver1.04より追加。通常車と同様クエストクリアにより追加される。原作に登場したキャラクター仕様のクルマ。いずれも通常車より性能が高いが、RPによる購入は非常に高額となる。Ver1.05配信時に配信完了。
Ver1.04配信時に追加されたキャラクターカー
- スプリンタートレノ GT-APEX（AE86）拓海モデル
- カローラレビン SR（AE85）樹モデル
- シルビア Q's 前期型（S14）賢太モデル
- シビック SiR-II（EG6）慎吾モデル
- インテグラタイプR （DC2）スマイリー酒井モデル

2015年2月25日に追加されたキャラクターカー
- サバンナ RX-7 ∞III（FC3S）涼介モデル
- ユーノス・ロードスター S-Specia（NA6CE）末次モデル
- アルテッツァ RS200 Z-EDITION（SXE10）延彦モデル
- スプリンタートレノ GT-APEX（AE86）ニセ拓海モデル
- アンフィニ RX-7 Type R（FD3S）ニセ啓介モデル

Ver1.05配信時に追加されたキャラクターカー
- 多数追加のため公式ページ参照

イベント限定車
かつて行われていたイベントで追加されたクルマ。ベータテストプレイヤーにプレゼントされたスプリンタートレノもイベント限定車だが2014年9月17日以降、通常車として購入可能になったため省略。
現在追加されている限定車
- スプリンタートレノ GT-APEX（AE86）セブンイレブンモデル セブンイレブンコラボイベントで追加されたクルマ。セブンイレブンカラーのスプリンタートレノ。性能は通常のトレノと同じ。
- RX-7 Type R （FD3S）啓介モデル ゲーム終了に伴いMiiverseで発表されたシリアルを入力することで追加されるクルマ。ちなみに前期。

プレミアムカー
以下の車はアーケード版の頭文字D ARCADE STAGE 8 インフィニティからCGモデルを展開している。 いずれもDコインプレミアムレースで引換券を入手することで入手可能。ノーチューン状態でFP2万を超え、フルチューン状態ではFP3万を超えるモンスターマシーン。（全車、原作には登場しない）。
- GT-R（R35） 期間限定のR35プレミアムレースでR35引換券、R35引換補助券5枚を入手することで追加されたクルマ。
- SUPER G-FORCE SUPRA（JZA80改） 期間限定の1周年記念プレミアムレースで引換券Aを入手することで追加されたクルマ。チューニングショップトップシークレットのチューニングマシーン。
- 幻気-7（FD3S） 期間限定の1周年記念プレミアムレースで引換券Bを入手することで追加されたクルマ。チューニングショップRE雨宮のチューニングマシーン。
- Civic Type R（TWINCAM MONSTER仕様） 期間限定の1周年記念プレミアムレースで引換券Cを入手することで追加されたクルマ。
- NSX-R GT（NA2） 期間限定の1周年記念プレミアムレースで引換券Dを入手することで追加されたクルマ。ホンダ・NSXタイプRの5台限定販売車。

オフライン専用車
2015年5月13日メンテナンス以降、オフラインモードで特定コマンドを入力すると使用可能。オンラインモードでは使用できない。
- スプリンタートレノ GT-APEX（AE86）オフライン専用 ボンネットのゲームロゴステッカーがつけられている特別車。性能はFPが50万86と圧倒的に高くカードなしでシナリオ全クリアが可能。

### カード
原作に登場したキャラクターやアイテムカードがデータVer1708時点で566種（うちイベント限定カード38種）登場する。
カードにはそれぞれプレッシャー（攻撃力）と精神力（体力）が表記されている。プレイヤーは所持するカードをデッキ編集で組み合わせ、デッキ内のカードのプレッシャーと精神力の合計がデッキFPとしてレースで使用される。カードを合成することで強化させることが可能。またカードによってはレベル上限に達した時に特定カードとの組み合わせにより進化が可能となる。
カードには大別すると2種類のカードがあり、キャラカードとアイテムカードの二つに分けられる。
キャラカード
頭文字Dに登場したキャラが描かれており、デッキの構築に使用するのが主な使い方。カード強化によるレベルアップやカード進化による進化が可能。レアリティが上がるとスキルを持つカードもある。
レアリティ
レアリティは、カード右上に表示される星の数での確認も可能。
- SUR（スペシャルウルトラレア） ： Ver.1.04で追加。星が6個。レベル上限はURと同じ50。プレッシャー、精神力共に最多。唯一FP1万を超えるレアリティだがラインナップが少ない。
- UR（ウルトラレア） ： 星が5個。レベル上限は50。プレッシャー、精神力が多い。
- SR（スーパーレア） ： 星が4個。レベル上限は40。プレッシャー、精神力がやや多い。これより上のカードはプレミアムレースと進化でしか入手できない。
- R（レア） ： 星が3個。レベル上限は30。プレッシャー、精神力共に中間。ここまでのカードはストーリーエピソードでも入手可能。
- HN（ハイノーマル） ： 星が2個。レベル上限は20。プレッシャー、精神力共に少ない。主要キャラカードの中にはここからURに進化可能なカードも存在する。
- N（ノーマル） ： 星が1個。レベル上限は10。 プレッシャー、精神力共に最少。スキルを持たない。進化させてもHN止まりのカードが多い。

スキル
レースを有利にするためのスキル。メイン、サポートの場合はスキル名だけが書かれている場合は効果小、スキル名の後に「↑」、「↑↑」と書かれているとそれぞれ効果中、効果大となる。SRまではスキルの有無により背景の色が異なり、スキルを持っていないカードは灰色、サポートスキルを持っているカードは青、メインスキルを持っているカードは緑、リーダースキルを持っているカードは赤となっている。複数のスキルを持つ場合は上位のスキルの色となる。
- スキルレベル ： Ver1.04で追加。カードではレアリティ表記の下に表示される。同一のキャラカードや同レアリティ以上のオーラカードを強化で使用するとレベルが上がる。上限に達するとMASTERとなりカード内の表記は「M」になる。 カードを進化させると1に戻る。
- リーダースキル ： カードのスキル枠、上段に書かれている。オレンジ色のスキル。所持しているカードには赤の稲妻が描かれている。デッキのメイン左端にあるリーダー枠にセットする事でレース中にアタックスキルとして発動できるスキル。表記されているスキルのほか、さらに別の能力を向上させる。技名は変わらないが高レアリティになると効果は上がる。リーダースキルのみのカードは存在せず、リーダー枠以外のメイン枠にセットした際はメインスキル、サポートスキルを所持している一部カードはサポート枠にセットした際はサポートスキルを使用する。技の最後に必ずマスターと書かれているためマスタースキルとも呼ばれる。
- メインスキル ： カードのスキル枠、中段に書かれている。所持しているカードには緑の矢印が描かれている。デッキのメイン枠にセットする事でレース中にアタックスキルとして発動できるスキル。アクティブスキルとも呼ばれる。
- サポートスキル ： カードのスキル枠、下段に書かれている。所持しているカードには青の三角が描かれている。デッキのメイン、サポート枠にセットする事でレース中、常時発動するスキル。パッシブスキルとも呼ばれる。

アイテムカード
アイテムが描かれているカード。黄色の丸が描かれている。プレッシャー、精神力は固定されている。レベルアップも進化も不可能。各カードのレアリティは下表参照。クルマ引き換え券のみレアリティ表示がない。スキル無し。以下の5つに分類される。
- 売却カード ： カード強化にも使用可能だが、他のカードに比べて売却値段が高い。高レアリティのカードほど売却価格が高い。
- 強化カード ： 売却も可能だが、カード強化で使用した際の経験値が高い。原作でも登場した紙コップ、タコメーター、エンジン、インプがあり、高レアリティのカードほど効果が高い。限定強化カードとしてPaserの2種、セブンイレブンの8種（レアリティは全てR）が存在する。2015年4月22日よりURメンテカーが追加。経験値倍増キャンペーンとの相乗効果でどのレアリティのLV1のカードでも1枚でレベルMAXにすることが可能。
- 進化カード ： 売却やカード強化にも使用可能だが、カード進化で必要となる。パソコン、十字レンチ、スパナ、クリーパーの4種に分かれる。進化を行う場合、進化させたいカードのレアリティが高くなるにつれて、同じレアリティの進化カードと進化に必要な枚数が上昇する（上限は4枚）。Ver1.04でSURへの進化が導入されたためUR4種類が新たに追加。
- オーラカード : Ver1.04から追加。売却も可能だが、同レアリティ以下のカード強化に使用することでスキルレベルの上昇と経験値入手が可能（レアリティ以上のキャラカードに使用した場合は経験値のみ上昇する）。スキルが存在しないNのオーラカードは存在しない。入手方法がイベントだけだったがVer1.05より曜日限定クエストの報酬として追加（URまで）。
- クルマ引換券 : レアリティ表記がされていないアイテムカード。期間限定で行われたレースで入手可能。7種類存在する。

クルマ引き換え券 : セブンイレブンコラボのプロジェクト7限定クエストで入手可能。アイテムとしての効能はなく、強化で使用すると通常SRの経験値、売却価格も通常SRの値段で売却可能。カード図鑑に登録されることで次回メンテ以降セブンイレブンコラボの限定トレノがガレージに登録される。
R35引換券 : R35プレミアムレースで入手可能。アイテムとしての効能はなく、強化で使用するとSR強化カード扱い、売却価格は35万RP。カードボックスに保管することで次回メンテ以降にプレゼントBOXにR35が入っており、取り出すことでガレージに登録される。
R35引換券補助券 : R35プレミアムレースで入手可能。アイテムとしての効能はなく、強化で使用するとR強化カード扱い、売却価格は7万RP。5枚カードボックスに保管することで次回メンテ以降にプレゼントBOXにR35が入っており、取り出すことでガレージに登録される。
引換券A、B、C、D : 1周年記念プレミアムレースで入手可能。アイテムとしての効能はなく、強化で使用するとSR強化カード扱い、売却価格は35万RP。カードボックスに保管することで翌日12：00以降にプレゼントBOXに該当車種が入っており、取り出すことでガレージに登録される。
Ver1.04から変更されたカード名称一覧。
| Ver1.03までのカード名      | Ver1.04からのカード名 | レアリティ - ＝ 無、○ ＝ 有、追1 ＝ Ver1.04から追加、追2 = 2015年4月22日から追加 | レアリティ - ＝ 無、○ ＝ 有、追1 ＝ Ver1.04から追加、追2 = 2015年4月22日から追加 | レアリティ - ＝ 無、○ ＝ 有、追1 ＝ Ver1.04から追加、追2 = 2015年4月22日から追加 | レアリティ - ＝ 無、○ ＝ 有、追1 ＝ Ver1.04から追加、追2 = 2015年4月22日から追加 | レアリティ - ＝ 無、○ ＝ 有、追1 ＝ Ver1.04から追加、追2 = 2015年4月22日から追加 | レアリティ - ＝ 無、○ ＝ 有、追1 ＝ Ver1.04から追加、追2 = 2015年4月22日から追加 |
| Ver1.03までのカード名      | Ver1.04からのカード名 | N                                                                                | HN                                                                               | R                                                                                | SR                                                                               | UR                                                                               | SUR                                                                              |
| -------------------------- | --------------------- | -------------------------------------------------------------------------------- | -------------------------------------------------------------------------------- | -------------------------------------------------------------------------------- | -------------------------------------------------------------------------------- | -------------------------------------------------------------------------------- | -------------------------------------------------------------------------------- |
| ドリンクチケット           | ドリンク・売却        | ○                                                                                | -                                                                                | -                                                                                | -                                                                                | -                                                                                | -                                                                                |
| 弁当チケット               | 弁当・売却            | -                                                                                | ○                                                                                | -                                                                                | -                                                                                | -                                                                                | -                                                                                |
| バーガーチケット           | バーガー・売却        | -                                                                                | -                                                                                | ○                                                                                | -                                                                                | -                                                                                | -                                                                                |
| ディナーチケット           | ディナー・売却        | -                                                                                | -                                                                                | -                                                                                | ○                                                                                | -                                                                                | -                                                                                |
| 鍛錬の紙コップ             | 紙コップ・強化        | ○                                                                                | -                                                                                | -                                                                                | -                                                                                | -                                                                                | -                                                                                |
| 成長のタコメーター         | タコメーター・強化    | -                                                                                | ○                                                                                | -                                                                                | -                                                                                | -                                                                                | -                                                                                |
| 覚醒のエンジン             | エンジン・強化        | -                                                                                | -                                                                                | ○                                                                                | -                                                                                | -                                                                                | -                                                                                |
| 悪夢のインプ               | インプ・強化          | -                                                                                | -                                                                                | -                                                                                | ○                                                                                | -                                                                                | -                                                                                |
| 無し                       | メンテカー・強化      | -                                                                                | -                                                                                | -                                                                                | -                                                                                | 追2                                                                              | -                                                                                |
| （レアリティ）・パソコン   | パソコン・進化        | ○                                                                                | ○                                                                                | ○                                                                                | ○                                                                                | 追1                                                                              | -                                                                                |
| （レアリティ）・十字レンチ | 十字レンチ・進化      | ○                                                                                | ○                                                                                | ○                                                                                | ○                                                                                | 追1                                                                              | -                                                                                |
| （レアリティ）・スパナ     | スパナ・進化          | ○                                                                                | ○                                                                                | ○                                                                                | ○                                                                                | 追1                                                                              | -                                                                                |
| （レアリティ）・クリーパー | クリーパー・進化      | ○                                                                                | ○                                                                                | ○                                                                                | ○                                                                                | 追1                                                                              | -                                                                                |
| 無し                       | オーラ・スキル        | -                                                                                | 追1                                                                              | 追1                                                                              | 追1                                                                              | 追1                                                                              | 追1                                                                              |

## モード
オンラインモードとオフラインモードがあり、オフラインモードは2015年5月13日メンテでクエストのストーリーエピソードが全解放されたが、経験値、RP、アイテムは入手できない。また更新ファイルを適用後は一度オンラインモードを行わないとオフラインモードがプレイできなくなる。オンラインで入手したアイテムとクルマのみ使用可能。

### メニュー画面（オンラインモード）
各画面への移動ボタンをタッチ、および、Lボタン・Rボタンを押すことで、以下に示す画面に切り替えることができる。各メニューのトップ画面でBボタンを押すことでマイページに瞬時に戻る。
- マイページ

基本となるページ。クエストやバトルを行えるほか、ログインボーナスなどのプレゼントが受け取れる。
クエスト
ガソリンを消費するレースを行い、相手を倒すことで経験値とRP、レース中に入手したアイテムを取得できる。敗北した場合もRPとアイテムの一部は所得できる。ストーリーエピソードに登場するエピソードごとのライバルをすべて撃破すると完全制覇となり次のエピソードへ進める。全てのエピソードをクリアするとメッセージが表示される。第1章のストーリーエピソードの各ボス撃破時、第3章、最終章のラスボス撃破時にDコインが取得可能。（第2章以降のボス撃破時はRPのみ取得可能）
期間限定イベントクエスト
曜日や期間限定クエストのほか、コラボイベントなどの特別クエストが実施される。
曜日限定クエスト
曜日によって峠のステージが変わり、超級、上級、中堅、素人と4人の対戦相手からレースを行える。曜日、ランクによって報酬アイテムが異なる。2014年5月21日のメンテナンス後、素人のステータスが下方修正され、戦いやすくなっている。2014年6月18日のメンテナンス後、下表のように報酬アイテムの入れ替えが行われた。Ver1.04から超級が追加され、3ステージに短縮。2015年3月25日よりオーラカードも報酬として追加、メインアイテム入手確立の変更を実施。4月22日より入手確率が5倍に変更。
2014年6月18日、メンテナンス前後の変更と超級追加による変更
| 曜日 | 変更前           | 変更後           | 超級追加による変更 |
| ---- | ---------------- | ---------------- | ------------------ |
| 月   | チェインスパナ   | 強化カード       | 変更なし           |
| 火   | 売却カード       | 進化カード       | UR進化カード追加   |
| 水   | 進化             | 時間短縮チケット | 変更なし           |
| 木   | 時間短縮チケット | 施設スパナ全種   | 変更なし           |
| 金   | 施設スパナ全種   | 売却カード       | 変更なし           |
| 土   | 強化カード       | 進化カード       | UR進化カード追加   |
| 日   | 強化カード       | 変更なし         | 変更なし           |
ストーリーエピソード（Ver1.01で追加）
クエストモードのメインとなるモード。ストーリーを進め、ライバルを倒していくことで新たなライバルやエピソードが追加されていく。ストーリーを進めることでガレージで購入できる車やステッカーなども増えていく。
バトル
プライドを消費してライバルとのレースを行うロビー。相手を倒すことでRPとバトルポイントとチームの設備強化が可能となるスパナが取得できる。プレイヤーよりランキング上位者を倒すことで強敵撃破、制限時間5分以内に勝利すること（5分以内なら敗北しても再チャレンジ可能）でチェーンコンボが発生しボーナスポイントが追加される。インターバル画面でのリタイヤ以外は敗北しても10ポイントを獲得できる。2015年4月22日以降ランキング終了のため、LV1のCPUを相手にバトルを行いポイントは入手できない。
レース
バトルランキングで表示されるプレイヤーの順位ページ内の他の49人からランダムでピックアップされた対戦相手がリストアップされる。対戦相手が所持しているスパナやFP、メインデッキ、車の確認が可能。
バトルランキング
実施中のバトルイベントのプレイヤーが獲得したバトルポイントとランキングが確認可能。他プレイヤーを選択するとメインデッキ、車の確認が可能。
ランキング報酬確認
バトルランキングで1000位以内に入賞した際の報酬が確認できる。ただし、副賞については記載されていないため公式サイト参照
プレミアムレース
勝敗に関わらず必ずカードを入手できる特別なレース。ライバルの車を借りて、多くのシフト操作を要求されるテクニカルな固定ステージでレースを行う。レース中にシフト操作を行い、先行することで入手カードに経験値が加わる。そのため入手できるカードは、最初からレベルが上がった状態となる。
常時開催の従来レース4種類に加え、期間限定で実施されるレースがある。Dコインを使用するプレミアムレースはレアリティR以上保障だがクエストで入手可能なハズレも含まれている。チケットレースは全リアリティのカードが入手可能。レアリティが高いカードほど入手確率は低くなる。
月に一度の頻度で定期メンテナンス日にカードの入れ替えが実施されていたが2015年4月で入れ替え終了。プレミアムレースでしか入手出来ないカードも存在する。
プレミアムレースチケットはイベントやレイドボスを倒すなどで入手できるが、Dコインでの購入はできない。
このレースに限りレース中の不具合などで中断しても、Lv1の状態でカードボックスに保管される。この仕様のため、支払時に抽選は終了している。よってレースの勝敗は入手カードのレアリティに関係しない。Ver1.02より全レースのBGMが変更。
2015年2月18日メンテ以降Dコインプレミアムレース、同年3月4日のメンテ以降チケットプレミアムレースの確率を以下に変更。
- Dコインプレミアムレース Rの入手率を下げ、SR/URの入手率を最大2倍に上昇（SURの入手率は変更無し）。
- チケットプレミアムレース N/HNの入手率を下げ、R/SR/URの入手率を最大2倍に上昇。

2015年4月22日メンテ以降、Dコインプレミアムレースが10枚、10枚パックレースが100枚に変更。
- 従来レース

Dコインプレミアムレース 初回限定バージョン
チュートリアルの最後にDコインを消費せずにレースを行う。Ver1.03以降は出現カードがSR5種のうち1枚に限定されている。
Dコインプレミアムレース
Dコインを30枚消費してレースを行う。
Dコインプレミアムレース 10枚パック（Ver1.02で追加）
Dコインを300枚消費してレースを行う。終了後10枚キャラカードを入手する。
チーム別プレミアムレース
2015年5月13日に終了したチケットプレミアムレースのかわりに登場。全10チーム別に今まで登場したカードが入手可能。プレミアムレースチケットを5枚消費してレースを行う。プレミアムチケットレースと同様、各レースにはプレミアムレースチケットを25枚消費してカードを5枚入手する5枚パックもある。従来のレースに比べ、高レアリティカードの当選率が非常に高かった。
チーム一覧
- 秋名メンバー
- 赤城メンバー
- 妙義・碓氷メンバー
- いろは坂メンバー
- セブンスターリーフ・東堂塾
- 埼玉連合メンバー
- ランエボ・パープルシャドウ
- 神奈川エリア・死神
- サイドワインダー
- 季節限定系

- 期間限定レース（以前行われていたレースも含む）

チケットプレミアムレース （2014年4月2日 - 2015年5月13日）
プレミアムレースチケットを5枚消費してレースを行う。
チケットプレミアムレース 5枚パック（2014年6月4日 - 2015年5月13日）
プレミアムレースチケットを25枚消費してレースを行う。終了後5枚キャラカードを入手する。
セブン-イレブン プロジェクト7限定プレミアムレース
セブン-イレブン限定プレミアムチケットを1枚消費してレースを行った。SR/URのレース限定キャラカードの他、N/HN/Rの通常キャラカードも入手可能。
- 第1弾 2014年8月6日 - 2015年2月4日 限定キャラカード2種。レースでは拓海のスプリンタートレノ（AE86）と真子のシルエイティのみ登場。
- 第2弾 2014年10月1日 - 2015年2月4日 限定キャラカード2種。レースではの涼介のアンフィニ RX-7 ∞III（FC3S）と啓介のRX-7 Type R（FD3S）のみ登場。
- 第3弾 2014年11月26日 - 2015年2月4日 限定キャラカード4種、全種揃えてデッキにセットするとホーム画面で1枚のイラストになる。

10Dコインプレミアムレース
Dコインを10枚消費してレースを行う。以下の日程で行われた。
- 夏休み限定・10Dコインプレミアムレース（2014年8月6日 - 9月3日）HN/R/SRキャラカードが入手可能。
- 50万ダウンロード突破記念限定 10Dコインプレミアムレース（2014年10月29日 - 11月5日）HN/R/SRカードが入手可能。キャラカードのほかに強化、進化カードも入手できた。
- 年末年始限定 10Dコインプレミアムレース（2014年12月26日 - 2015年1月7日）HN/R/SRカードが入手可能。キャラカードのほかに強化、進化カードも入手できた。

夏休み限定・水着コインプレミアムレース　
Dコインを消費して限定水着カードが入手可能なレースを行う。通常カードを入手することもある。9月3日からDコイン300枚を消費する10枚パックも追加。
- 第1弾 2014年8月20日 - 9月10日
- 第2弾 2014年9月10日 - 10月1日

復刻!! プレミアムレース
Dコインを消費して以前にDコインプレミアムレースに登場したカードが入手可能なレースを行う。通常DコインレースよりSRの出現確率が高い。Dコイン300枚を消費する10枚パックもあった。
- 第1弾 2014年11月5日 - 11月19日
- 第2弾 2014年12月3日 - 12月17日

復刻!! プレミアムレース+
Dコインを消費して以前にDコインプレミアムレースに登場したカードが入手可能なレースを行う。通常DコインレースSRの出現確率が高い。+要素としてSURとSURに進化するSR/URも追加。Dコイン300枚を消費する10枚パックもあった。
- 第1弾 2015年1月14日 - 1月28日

SR以上確定プレミアムレース（2014年11月19日 - 11月26日）
キャンペーン期間中にDコインプレミアムレース10枚パックをプレイすると配布されるSR以上確定プレミアムレースチケットを使用してレースを行う。SR以上確定だがSR止まりのハズレも含まれていた。
大型アップデート記念Dコインプレミアムレース（2014年12月10日 - 12月26日）
大型アップデート後追加される新レアリティのSURキャラカード引換券、アップデート以降は「Dのダウンヒラー」が入手可能だったレース。SR/UR/SURの入手確率が2倍。Dコイン300枚を消費する10枚パックもあった。
年末年始限定『福袋』プレミアムレース（2014年12月26日 - 2015年1月7日）
アイテムと福袋限定キャラカードを含む、キャラカード1枚が入手可能なレース。以下の2つが行われた。
- アイテム3千円相当+SR確定プレミアムレース Dコイン300枚消費して福袋限定キャラカード以外にもUR進化可能、SR止まりのハズレも含まれたキャラカードが入手可能なレースを行う。
- アイテム5千円相当+SR以上確定プレミアムレース Dコイン500枚消費してSUR一種を含む福袋限定キャラカードのみ入手可能なレースを行う。

両レースとも一部を除き通常の無料プレイで入手可能なアイテムと限定キャラカード1枚というコストパフォーマンスの悪さだけが目立ち、さらに12月29日の臨時メンテまで通常のDコイン10枚パックレースでも3000円の福袋アイテムが配布される不具合があったため不評。
バレンタインプレミアムレース（2015年2月4日 - 2月18日）
Dコインを消費してSURを含む女性が多数含まれているキャラカードが入手可能だったレース。SR/URの入手確率が2倍。Dコイン300枚を消費する10枚パックもあった。
R35プレミアムレース（2015年2月4日 - 2月25日）
Dコインを消費してR35引換券、R35引換補助券が入手可能だったレース。その他、R/SR/URのキャラカードも入手可能。
ホワイトデープレミアムレース（2015年3月4日 - 3月25日）
ホワイトデーチケットを消費して男性キャラカードのみ入手可能だったレース。HN/R/SR/URのキャラカードが入手可能。HNのカードが全てUR進化可能だった。チケットを25枚消費する5枚パックもあった。
一周年記念プレミアムレース（2015年4月1日 - 4月22日）
Dコインを消費してコンプリートカー引換券4種が入手可能だったレース。その他、R/SR/UR/SURのキャラカードも入手可能。Rのカードが全てSRまで進化可能だった。
- 不具合

複数枚パックレース実施時にカードの上限を超えてカードが入手される不具合が発生、クエストがプレイできなくなるが上限以下にカードを減らすことで回避可能。
プレゼントBOX
ログインボーナスやレイドボス報酬などのアイテムが保管される。上限は100個で100個を超えると古いアイテムから削除されていく。
レイドボス
プライドを消費してレイドボスとのバトルを行うロビー。レイドボスは出現後、2時間以内に撃破しないと消滅する。
なお、レイドボス出現中には、「レイドボス出現中」と表示される。
レイドレース
バトル可能なレイドボスが表示される。制限時間の表示や救援要請されたレイドボスの場合は初回の通常レースのみ消費プライド0になる（本気モードは3を消費する）ためその表示や、Xボタンでレイドボスのダメージ履歴が確認できる。
過去のレース
バトルの終了したレイドボスの勝敗結果が表示される。制限時間内に倒した場合は「勝利」、倒せなかった場合は「敗走」と表示されるほか、Xボタンでダメージ履歴の閲覧が可能。
レイドランキング
実施中のレイドボスイベントのプレイヤーが獲得したレイドポイントとランキングが確認可能。他プレイヤーを選択するとメインデッキ、車の確認が可能。
ランキング報酬確認
レイドボスイベントのランキングで1000位以内に入賞した際の報酬が確認できる。ただし、副賞については記載されていないため公式サイト参照
ニュース
運営からのお知らせを表示する。
- ガレージ

車のページ。現在搭乗している車の情報の閲覧、チューン、購入などができる。
最初の車はチュートリアルをプレイ中に入手できる20,000RPで購入する。購入後はRPをためてチューンアップを行うことでFPを強化できる。
乗り換え
RPやDコインを消費して車の購入が可能。一度購入した車は自由に乗り換えができる。車の種類はクエストのストーリーエピソードを進めることで増えていく。
チューンアップ
RPを消費して車をパワーアップさせていく。チューンアップにはメカニックも必要となり、1つのチューンにつき1人のメカニックが必要となる。メカニックはLVが10上がるたびに1人増えていく。（最大5人）チューンにはLV5の上限があるが、プレイヤーレベルが20になると上限がLV7になる。チューンの完成には時間経過があり、レベルが上がるにつれてその時間は延びていく（最長はLV7の48時間）がDコインを消費することで瞬時に終了させることや時間短縮チケットによる短縮も可能。
Ver1.05からチューンアップ終了時間短縮Dコイン枚数が各レベル1枚に引き下げられた。
チューンアップ項目
- エンジン ： 加速性能が上がり、シフト操作の回数が増えることで攻撃回数が増える。
- ギアボックス ： 操作性が上がり、パーフェクトシフトの成功幅が広がる。
- 足まわり ： グリップ性能が上がり、コーナリングの戦闘力が向上する。
- マフラー ： 最高速度が上がり、ストレートの戦闘力が向上する。
- ボディ ： 軽量化され、ヒル全般の戦闘力が向上する。

上記5つの数値の合計と表示されない隠し数値がクルマのFPとして左上に表示される。
ドレスアップ
RPやDコインを消費してクルマのステッカーやVer1.01から実装されたエアロパーツの購入が可能。見た目の変化だけでFPには影響はない。Ver1.03から5車種のエアロパーツが追加。Ver1.04、1.05で大幅にステッカーが追加された。
ビューモード
登場している車を鑑賞できる。Aボタンでライトの点灯が可能。
- カード

カードのページ。現在所有しているカードの情報の閲覧、デッキ編集、強化、進化、売却ができる。初期状態では最大50枚まで所有できるが、Dコインを消費し上限を5枚増やすことができる（最大200枚まで拡張可能、後述のショップを参照）。
デッキ編集
所持しているカードを組み合わせてレース中に使用するデッキを編集する。最大10種類まで構築可能でデッキ編集画面で編集するデッキを選択後、メインデッキとサポートデッキにカードをセットしていく。Yボタンで所持しているカードのFP順にセットされるおまかせ機能もある。
リーダーデッキスロット
メインデッキ一番左にあるカードスロット、リーダースキルを持つカードをセットすることでリーダースキルが使用可能。
メインデッキスロット
デッキ上段にあるカードスロット、メイン、サポートスキルを持つカードをセットすることでスキルが使用可能。サポートスキルのみのカードをセットした場合、レース中に選択不可能となる。
サポートデッキスロット
デッキ下段にあるカードスロット、サポートスキルを持つカードをセットすることでスキルが使用可能。
カード強化
カードを一枚指定して、そのカードに最大10枚のカードを強化で使用することができる。強化するカードのレアリティとレベルによって計算された基本となるRPを強化に使用する枚数分必要となる。Ver1.04から同一のキャラカードや同一レアリティ以上のスキルカードを強化に使用した場合、スキルレベルが使用枚数分上昇する。
カード進化
レベルが上限に達したカードを一枚指定して、そのカードの進化に必要な進化カードがそろっていた場合、進化が可能となる。RPが必要。進化後はカードレベルもスキルレベルも1になる。
カード売却
不要となったカードを売却する。カードのレアリティ、レベルによって売却額は変わる。
- チーム

チームのページ。現在所属チームの掲示板やメンバーの閲覧、チームの設備強化、レベル5以降は移籍、独立ができる。
プレイヤーがLV3になると、プレイヤーは強制的にチームに所属させられる。各チームの上限は20人。
さらに、プレイヤーがLV5になれば、チームから独立（チームの設立）と、他チームへの移籍が可能になる。
なお、14日以上ログインをしていないプレイヤーは、自動的に現チームを脱退させられ、他チームに移籍される。（再ログイン時まではチーム名がない状態でチームリーダーの検索機能に表示される）
メンバーが0名になったチームは自動消滅し、以降設備の使用などは不可能となる。
Ver1.02よりチームリーダーが設定され、最初のリーダーはそのチームを作ったプレイヤーがなり、以降はリーダーが脱退した時にその時点で最も獲得レイドポイントが高いプレイヤーがリーダー（メンテ直後など全員の獲得ポイントが0の場合はメンテ前の獲得ポイントの高いプレイヤー）となる。
チーム対抗ランキング
実施中のチームイベントのランキングとチームメンバーが獲得したレイドポイントの合計が確認可能。
ランキング報酬確認
チームイベントのランキングで100位以内に入賞した際の報酬が確認できる。ただし、副賞については記載されていないため公式サイト参照
チーム掲示板
チームメンバー専用の掲示板でメンバーとの会話が可能。
施設強化
スパナと呼ばれる強化アイテムを使用してゲージを上昇させる。ゲージMAXになることでレベルが上げる。施設のレベルを上げることでレイドレースにおいてのチームメンバーの戦闘力の底上げが可能。2014年7月16日メンテ後、施設の強化上限が50から60に上昇。
強化項目
- 車両格納庫 : 黄色のスパナ使用でゲージ上昇。ストレートのダメージ上昇。
- 車両整備区画 ： 赤色のスパナ使用でゲージ上昇。コーナーのダメージ上昇。
- 情報分析室 ： 緑色のスパナ使用でゲージ上昇。ヒルクライムのダメージ上昇。
- バトル戦略室 : 青色のスパナ使用でゲージ上昇。ダウンヒルのダメージ上昇。
- チーム広報室 : 紫色のスパナ使用でゲージ上昇。チェインのダメージ上昇。

チームメンバーリスト
所属しているチームメンバー一覧の確認が可能。
除籍
チームリーダー専用コマンド。指定したメンバーをチームから除籍する。除籍されたメンバーは脱退後ソロチームを結成する。（チーム名は自動で作成）
チーム管理（チームリーダーのみ表示）
プレイヤー検索
チームに勧誘したいプレイヤーの検索を行える。プレイヤー名、レベルでの検索が可能。
未承認の申請一覧
承認タイプが手動の場合、未承認の加盟申請の確認を行える。
勧誘申請確認
現在勧誘しているプレイヤー情報の確認を行える。
チーム名変更
現在のチーム名の変更を行える。
チーム紹介分編集
チーム検索時にXボタンで表示されるチーム紹介分の編集を行える。
ホーム峠変更
現在ホームとしている峠から別の峠への変更を行える。
承認タイプ変更
加盟申請の承認を自動、手動の変更を行える。手動にした場合は上記の未承認の申請一覧から加盟させたいプレイヤーを選択する。
プレイスタイル
プレイスタイルを「まったり」、「そこそこ」、「本気」の3種類からいずれかの選択を行える。
以降のコマンドはレベル5で使用可能となる。
チーム移籍
Ver1.01まではXボタンを押すたびにランダムで表示された18人以下のチームにしか移籍できなかったがVer1.02でシステムを大幅に改善。
現在のチームから他のチームに移籍する。以下の機能が使用可能。
加盟申請
チーム検索で閲覧した他のチームに加盟申請を行う。1件のみ提出可能（キャンセルをすれば再申請可能）。申請を相手チームが受理すると現在のチームを脱退して相手チームへ移籍する。
勧誘受取
他のチームからの移籍の勧誘申請を最大20件まで受信可能。申請を受け入れるとそのチームへ移籍する。
チーム検索
様々な条件を設定してチームの検索が可能。
チーム独立
現在のチームから新たなチームを立ち上げる。
- オプション

オプションのページ。情報確認や設定の変更が行える。
アイテム
所持アイテムの確認と使用が行える。
プレイヤー情報
プレイヤー名の変更と所有Dコインの有効期間の確認が可能。
プレイヤー名の編集
プレイヤー名を変更可能。登場キャラクター名などは使用できない。
所有Dコインの有効期間（Ver1.03で追加）
所有するDコインの一番近い有効期限の表示を行う。
クルマ図鑑
今まで入手した車の情報が確認できる。スプリンタートレノ セブンイレブンモデル 、R35、コンプリートカー4種、RX-7 Type R 啓介モデル以外は購入することで確認可能。
カード図鑑
今まで入手したカードの情報が確認できる。
招待コード
ユーザーIDを入力することでプレゼントが入手できる。一回入力すると消滅する。
Miiverseや攻略サイトなどで必ずSUR、URが当たる招待コードなどと騙って（実際にはランダム抽選のプレミアムレースで必ず当たることはありえない）コード入力を迫るプレイヤーもいるので注意が必要。
シリアルコード
雑誌やチラシなどに記載されているシリアルコードを入力することでアイテムやカードが入手可能。
これまで行なわれたキャンペーン
ヤングマガジン アイテムと限定キャラカードのシリアル配布。（共通シリアルのため、1回入力すると消滅する）
ファミ通 強化カード5枚セットと限定キャラカード2種のシリアル配付。（個別シリアルのため、無制限で所持可能）
ニコ生 『セガなま　～セガゲームクリエイター名越稔洋の生でカンパイ～』にてアイテムのシリアルを放送中に発表。（共通シリアルのため、1回入力すると消滅する）
NEXCO東日本 一部地域でPaser限定強化カードのシリアルが書かれたチラシを配布。（共通シリアルのため、1回入力すると消滅する）
セブン-イレブン プロジェクト7キャンペーンとして限定キャラカードが入手できるプレミアムレースチケットと限定強化カードが入手可能なシリアルをニンテンドーゾーンビューアを使用して配布。（各店舗1日1回限定だが個別シリアルのため、無制限で所持可能）
配布期間（いずれも開始日の9：00から終了日の8：59まで配布）
- 第1弾 2014年8月7日 - 9月4日
- 第2弾 2014年10月2日 - 10月30日
- 第3弾 2014年12月1日 - 2015年1月4日

ゲーム公式 Miiverseの公式アカウント（セガイニシャルD）がアイテムのシリアルを3回、サービス終了に伴いカード2枚、クルマ1種を配信。（共通シリアルのため、1回入力すると消滅する）
デンゲキバズーカ!! 限定キャラカードのシリアル配付。（個別シリアルのため、無制限で所持可能）
ヘルプ
ゲームのヘルプの閲覧が可能。
設定
ゲーム内のBGMとSEの音量設定を行える。
問い合わせ
ゲーム中に発生した不具合などの報告を行える。
問い合わせフォームへ接続
3DSのインターネットブラウザを起動させ公式のお問い合わせページに接続する。
秘密のコードの表示
問い合わせの対応をスムーズにするための9桁の秘密のコードが表示される。
利用規約
オンライン利用規約の閲覧を行える。
- ショップ

ショップのページ。Dコインの購入とDコインを使ってカード所持上限枠の拡張が行える。
Dコイン購入
Dコインの購入を行う。ニンテンドーeショップへ接続される。2015年5月13日メンテ以降は表示されない。
カードボックスを拡張する
Dコイン10枚を消費することでカードボックスの上限を5枚増やすことが可能。（上限は200枚）Ver1.05からDコイン1枚に引き下げ。

## 用語説明

### 購入で使用
Dコイン
ゲーム内における、唯一の課金アイテム。後述のガソリンやプライドの補給や車の購入、一部ステッカーの購入、チューンの時間短縮などに使用できる。無課金プレイヤーでもクエスト制覇や不定期のログインボーナスなどで入手が可能。1Dコインは10円。10Dコイン以上から購入可能。一度に1,000円以上でまとめて購入した場合は5%、5,000円のみ6%のプレミアムが付く。有償、無償に関わらず取得日から180日間の使用期限があり、それを過ぎると消滅する。取得日の古いDコインから順次消費されていく。初回プレイ時に入力した生年月日によって月限度額の利用制限がかけられる。制限期日30日を切るとログイン時に警告画面が表示される。2015年5月13日の定期メンテナンスで販売終了。
RP
レーシングポイントの略。クエストモードやバトルモード、カードの売却などで入手できるゲーム内通貨。車の購入やチューン、カードの強化の時に必要となる。車の購入はDコインで代用可能であるが、チューンやカード強化はRPのみ使用するため、課金プレイヤーでもRPを集める必要がある。

### 各モードで使用
- レースで使用

ガソリン
クエストモードのレースを行うことで消費される。プレイ開始時の上限は30だがレベルアップすることで最大50まで上昇する。
プライド
バトルレースまたは、レイドレースを行うことで消費される。Ver1.03までは上限が5であったが、Ver.1.04で6に引き上げられた。
ガソリンは10分ごとに1、プライドは30分ごとに1回復するが、レベルアップによる両方全回復、Dコイン10枚による選択項目の全回復、チケットを使用することでチケットの数値分回復が可能。Ver1.05からガソリンは5分ごとに1、プライドは10分ごとに1回復に変更。2015年4月22日メンテナンス以降はDコイン1枚で全回復。
ガソリン、プライドともに回復時に経過時間がリセットされる。
アイテム
主にクエストやバトル、レイドレースの報酬、またイベント、ログインボーナス、不具合対応のお詫び等でプレゼントされる。
スパナ
プレイヤーが所属するチームの施設を強化できる。施設には複数の能力ごとのレベルがあり、プレイヤーの能力を施設のレベルに応じて上昇させる効果がある。一時、施設がレベル上限に達したチームのメンバーが他のチーム加盟しスパナを譲渡後に元のチームに戻る事態が多発。この不具合を悪用してリーダーがスパナ譲渡で移籍後、次のリーダーがメンバーを全員除籍してチームを乗っ取る事例などが発生したが施設レベルの上限が60になり、レベルを上げるためには膨大なスパナを必要となるため収束した。
チケット
使用することで回復や時間短縮などが可能。
チケットの種類
- ガソリンチケット ガソリンを回復する。小（10）、中（25）、大（50）の3種類。小と中はストーリークエストでも入手可能。大はチームランキングの上位報酬などで入手可能。
- プライドチケット プライドを回復する。小（1）、中（3）、大（5）の3種類。小と中はストーリークエストでも入手可能。大はチームランキングの上位報酬などで入手可能。
- 時間短縮チケット チューン実行中の終了時間を減らす。メモリ1/4の1時間、半分の2時間、3/4の3時間の3種類。主に曜日限定クエストで入手可能。
- プレミアムレースチケット 前述のプレミアムレースで使用可能なチケット。主にレイド報酬で入手可能。

スパナ、各チケットともに99個になった状態で取得するとプレゼントBOXに収納される。RPやDコインへの交換は不可能。
イベント専用アイテム
限定イベント時のドロップアイテム。イベント終了後のメンテで削除された。
とうふ、あつあげ
「文太の秘密特訓」専用アイテム。各アイテムを一定数獲得することで報酬を受け取ることができた。
サンタソックス
「クリスマスイベント」専用アイテム。一定数獲得することで報酬を受け取ることができた。
本命チョコ、義理チョコ
「バレンタインイベント」専用アイテム。各アイテムを一定数獲得することで報酬を受け取ることができた。
ホワイトデーチケット
「ホワイトデーイベント」専用アイテム。5枚で1回ホワイトデープレミアムレースがプレイ可能だった。

### レース用語
FP
ファイティングポイントの略。ゲーム中の戦闘力として扱われる。車とカードデッキの合計が総合FPとして表示され、レースでの強さの目安となる。バトルでは相手のFPが表示される。レースではデッキFPより車FPの方が重要となるため、高性能の車の方が有利になる。
レイドボス
クエストで勝利した時、ランダムで登場する。撃破するとレベルが上がったレイドボス、レアレイドボスが登場する（上限はLV99）が、制限時間内に撃破できずに敗走した場合は同じレベルのボスが登場する。水曜日の定期メンテナンスでLV1に初期化される。対戦するためにはプライドを消費する。撃破または敗走しない限り、次のレイドボスは登場しない。月に一度の頻度でレイドボスの入れ替えが行われた。救援要請を行うことで他プレイヤーとの共闘が可能。救援要請された場合、初回の通常のみプライドを消費せずにレースが可能（本気モードは3消費する）。撃破した際には発見者には発見報酬、救援要請を受けて参戦したプレイヤーには参加報酬、最後の一撃を与えたのが救援要請されたプレイヤーの場合のみ撃破報酬、発見者、要請されたプレイヤー問わずに最も高い累計ダメージを与えたプレイヤーには大ダメージ報酬が支払われる。サービス終了に伴い2015年4月22日の定期メンテナンスで全レイドボスの出現が終了。
レイドボスの種類
レイドボス
通常のレイドボス。Ver1.03までは2人、Ver1.04から3～5人登場。レベル1報酬は一律500RP。最高報酬は30000RP。
レアレイドボス
出現率の低いレイドボス。2015年2月の入れ替えからは1～3人登場。精神力もレイドボスに比べて高く、報酬RPもレイドボスに比べて1.25倍になる。レベル1報酬は一律625RP。最高報酬は37500RP。
以上のレイドボスは倒す度にレベルが上昇する。
イベントレイドボス
イベント実施中に登場するレイドボス。レイドボス、レアレイドボスを倒してもレベルは上がらず、イベントレイドボスを撃破、または敗走しない限り次のイベントレイドボスは登場しない。精神力はレアレイドボスよりさらに高くなり、報酬RPもレイドボスに比べて2倍になるが上限は異なる。レベル1報酬は1000RP。最高報酬は40000RP。